# Aqua Alsietina
L'acquedotto dell'Aqua Alsietina, chiamato anche aqua Augusta, fu il settimo acquedotto di Roma.

## Storia
Venne costruito nel 2 a.C. (AVC DCCLII) da Augusto per il servizio della naumachia, il lago artificiale per gli spettacoli di combattimenti navali, che l'imperatore aveva appena fatto realizzare nella zona di Trastevere.
L'acquedotto era probabilmente destinato fin dall'origine ad un tale scopo: l'acqua infatti non era potabile, e quando non veniva utilizzata per la naumachia era impiegata a scopi agricoli e per l'irrigazione dei “giardini di Cesare”, il parco che lo stesso Cesare volle fosse reso pubblico dopo la sua morte. In considerazione del notevole salto di quota che l'acqua compiva scendendo dal Gianicolo, sembra probabile anche una utilizzazione per il movimento delle pale dei mulini di Trastevere.
Raccoglieva l'acqua dal lago di Martignano, il "lacus Alsietinus", appunto, un piccolo bacino nei pressi del lago di Bracciano.
La portata giornaliera era di 392 quinarie, (superiore quindi solo all'acquedotto dell’Aqua Tepula), pari a 188 litri al secondo, cioè 16.228 m3 al giorno): di queste, 254 erano riservate all'uso dell'imperatore e le restanti 138 venivano concesse in uso ai privati.

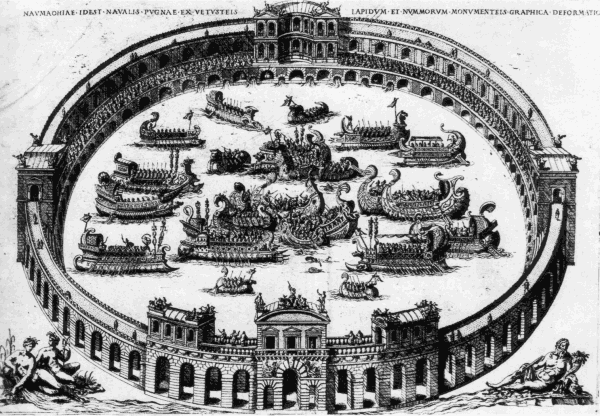
Rappresentazione di naumachia di epoca sconosciuta

Il percorso, interamente sotterraneo tranne un tratto di circa 500 metri su arcate, era lungo 22,172 miglia romane, quasi 33 km, di cui si conosce (e comunque con una certa approssimazione) solo il tratto iniziale di circa 200 m, corrispondente al cunicolo, ricavato direttamente nella roccia di tufo, da cui l'acquedotto riceveva l'acqua del lago. Per il resto è solo possibile avanzare ipotesi e congetture in base alla lunghezza e alle caratteristiche del territorio. Con una certa approssimazione, quindi, doveva probabilmente seguire il percorso della via Cassia e della via Trionfale fino nei pressi della località oggi chiamata Osteria Nuova. Poco più avanti, nei pressi di Santa Maria di Galeria, piegava a sud verso le zone di San Nicola e Porcareccia, quindi dopo la località Maglianella attraversava quella che è oggi l'area di Villa Doria Pamphilj ed entrava in Roma in prossimità dell'attuale Porta San Pancrazio, da cui scendeva in Trastevere (nei pressi di Villa Spada è stato rinvenuto l'unico tratto urbano tuttora conosciuto) fino verso l'attuale Piazza San Cosimato, dove si trovava il bacino per la naumachia.
Dato l'utilizzo a cui l'acqua era destinata, non era necessaria la presenza di alcun bacino di decantazione, le piscinae limariae che invece erano indispensabili negli altri acquedotti per la depurazione delle acque destinate all'uso alimentare.

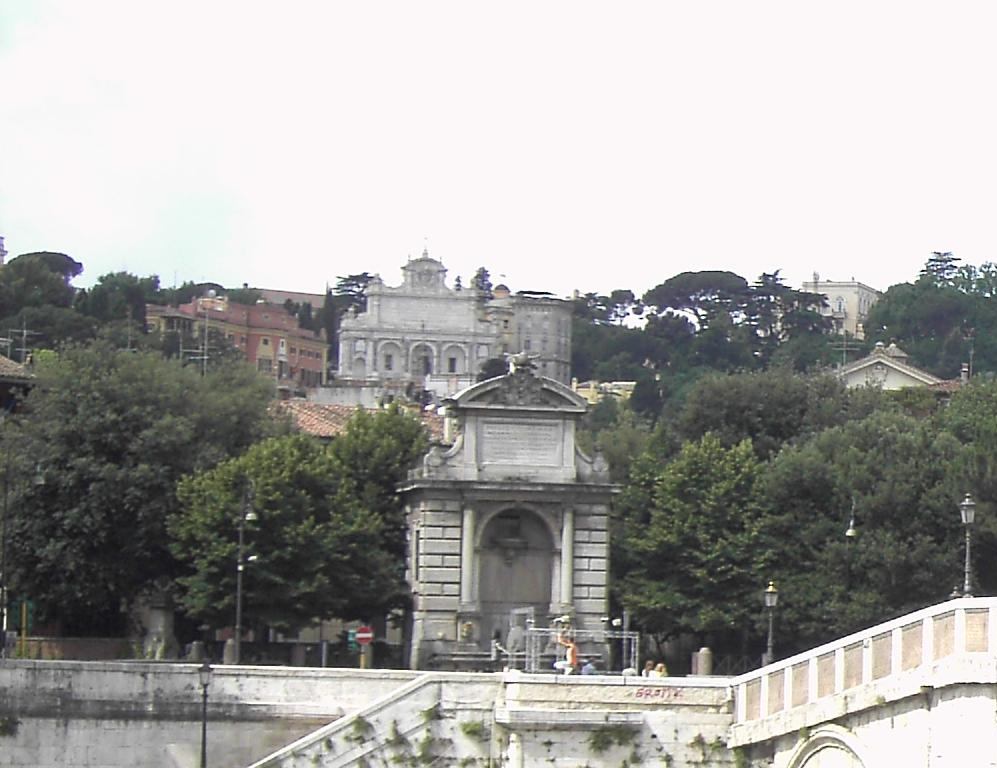
I fontanoni dell’Acqua Paola al Gianicolo e (sotto) a Ponte Sisto

Nel 109 l'imperatore Traiano effettuò un consistente intervento di restauro, a seguito del quale venne realizzato un nuovo condotto che coincideva solo parzialmente con quello originario.
Risulta che ancora nel III secolo la naumachia fosse funzionante, ma venne abbandonata poco dopo anche a causa di un rilevante abbassamento del livello del lacus Alsietinus (circa 30 m), che lasciò in secco il canale di alimentazione. L'abbassamento del lago di Martignano fu dovuto a cause del tutto naturali, come anche il successivo progressivo rialzamento, tanto che, nel 1612, papa Paolo V utilizzò l'acqua e la preesistente struttura per la realizzazione dell'Acquedotto Paolo, per l'approvvigionamento idrico delle zone del Gianicolo, di Trastevere e del Vaticano. Attualmente il livello del lago si trova a circa 12 m al disotto del livello di epoca augustea.